# Misak Torlakian
Misak Torlakian (ur. w 1890 w wilajecie Trapezunt w Turcji, zm. w 1968 w USA) – ormiański wojskowy, emigracyjny działacz narodowy, oficer Legionu Armeńskiego odpowiedzialny za tajne operacje zwiadowczo-dywersyjne podczas II wojny światowej
Ukończył szkołę miejską w Trapezuncie. Zaangażował się wówczas w działalność armeńskich organizacji niepodległościowych. Po wybuchu I wojny światowej w 1914 wstąpił do armii rosyjskiej. Walczył na Kaukazie w szeregach jednego z pułków złożonych z ormiańskich ochotników. Po rewolucji październikowej 1917 stanął na czele oddziału ormiańskich ochotników, który dotarł do wschodniej Armenii i wziął udział w walkach granicznych z Turkami. Służył w armii Demokratycznej Republiki Armenii. Należał do współzałożycieli tajnej organizacji mszczącej się za ludobójstwo i pogromy Ormian. Jako członek konstantynopolskiej grupy 19 lipca 1921 zamordował b. ministra spraw wewnętrznych Demokratycznej Republiki Azerbejdżanu Bechbuda chana Dżiwanszira. Po procesie przed brytyjskim sądem wojennym 20 października 1921 został skazany na wydalenie do Grecji. Na emigracji działał w organizacjach armeńskiej diaspory. Utrzymywał kontakty z jej przywódcami, jak Drastamat Kanajan czy Karekin Nżde. W okresie II wojny światowej podjął kolaborację z Niemcami. Współuczestniczył w formowaniu z Ormian formacji zbrojnych w służbie armii niemieckiej. W 1942 wchodził w skład Sonderkommando "Dromedar" (Abwehrgruppe-114). Po utworzeniu Legionu Armeńskiego odpowiadał za agenturę i tajną działalność dywersyjno-zwiadowczą. Przeciwdziałał tajnym planom tureckim rozprzestrzenienia idei panturkizmu na Kaukazie. Zdobyte przez niego tureckie dokumenty przedstawił Alfredowi Rosenbergowi, co było jednym z powodów niedowierzania Turcji jako sojusznikowi przez przywódców III Rzeszy. Po zakończeniu wojny M. Torlakian przedostał się do amerykańskiej strefy okupacyjnej Niemiec. Początkowo mieszkał w zachodnich Niemczech, a następnie wyjechał do USA, gdzie zmarł w 1968. Był autorem wspomnień z okresu II wojny światowej.